# شوگرمیل وودز (فلوریدا)
شوگرمیل وودز (به انگلیسی: Sugarmill Woods) یک حوزه سرشماری در ایالات متحده آمریکا است که در شهرستان سیتروس، فلوریدا واقع شده‌است. شوگرمیل وودز ۶۸٫۸ کیلومتر مربع مساحت و ۸٬۲۸۷ نفر جمعیت دارد و ۲۵ متر بالاتر از سطح دریا واقع شده‌است.